# Отто, Фридрих Юлиус
Фридрих Юлиус Отто (нем. Friedrich Julius Otto; 8 января 1809, Гросенхайн — 12 января 1870, Брауншвейг) — немецкий химик, фармаколог и педагог.

## Биография
Среднее образование получил в школах в Гримме и затем в родном городе: его мать умерла вскоре после его рождения, а отец женился во второй раз, поэтому до 9 лет Отто воспитывался в Гримме у бабушки и деда. После получения аттестата поступил изучать фармацевтику в Гросенхайне. Впоследствии изучал фармацевтику и химию в университете Йены, где смог учиться благодаря финансовой поддержке отца, получив там учёную степень в 1831 или 1832 году; в университете получил большие практические знания по ботанике и растениеводству. 
По окончании обучения переехал в Брауншвейг, где сначала преподавал с осени 1832 года в местном сельскохозяйственном училище, а затем — в 1835 году — был назначен экстраординарным профессором фармации и вспомогательных дисциплин в Collegium Carolinum. В 1842 году, став ординарным профессором, получил кафедру фармации, фармакогнозии и технической химии. С 1866 года входил в руководство университетской больницы. Был почётным доктором философского факультета университета Йены. Имел несколько государственных наград. Скончался после продолжительной болезни.
Сфера его научных интересов была достаточно широка и, помимо фармацевтики, включала химические аспекты пищевой промышленности, техническую химию, химический и токсикологический анализ. Написал несколько базовых учебников и стал одним из создателей метода очистки спиртовых вытяжек Стаса-Отто. Его сочинения: «Lehrbuch d. rationellen Praxis der landwirtschaftlichen Gewerbe» (Брауншвейг, 1838); «Lehrbuch der Chemie» (1840); «Anleitung zur Ausmittelung der Gifte» (1856); совместно с Грэхэмом: «Ausführl. Lehrbuch der Chemie».